# Hillarys
 (janvier 2014).
Si vous disposez d'ouvrages ou d'articles de référence ou si vous connaissez des sites web de qualité traitant du thème abordé ici, merci de compléter l'article en donnant les références utiles à sa vérifiabilité et en les liant à la section « Notes et références ».

Hillary Boat Harbour

Hillarys est une banlieue côtière de Perth située à 21 km au nord-ouest du centre de Perth. 
Elle fait partie de la ville de Joondaloop. Au recensement de 2006, Hillarys avait une population de 10 159 habitants et une superficie de 6,3 km2.

## Histoire
Hillarys a été nommé d'après un des premiers colons, John Bertram Hillary (1895-1957), qui était devenu aveugle de l'œil droit tout en combattant à Gallipoli pendant la Première Guerre mondiale. Il est venu dans la région au cours de la Grande Dépression pour vivre de la pêche avec son frère Harry, et construit un hangar sur la plage en 1930. Par la suite, il a élargi à lui-même, pour accueillir sa femme et ses quatre enfants. Pendant de nombreuses années, ils étaient les seuls résidents de ce qui est maintenant Hillarys, et le magasin le plus proche, à North Beach, au sud, était a de 5 km. 
Au cours de la Seconde Guerre mondiale, l'armée australienne a utilisé la région, et l'a nommé Hillary Beach sur ses cartes. Bert Hillarys est mort en 1957. Sa cabane ainsi que quatorze autres à proximité ont été détruites dans une violente tempête en 1964.
Le régime de la région métropolitaine, conçu en 1955, avait proposé que Whitford Beach, juste au-delà au nord du moderne Hillarys, serait la limite du village côtier, et en 1962, une route de Fremantle à Sorrento a été proposé par le gouvernement. En 1967, une route à Whitford Beach a été construite.
Shire Council Wanneroo et la Banque R & I ont commencé à développer Hillarys et planifié un centre-ville, qui est finalement devenu Westfield Whitford City, dans le nord-est de la banlieue. Marmion Avenue a été construite. Ils ont demandé au gouvernement de créer officiellement un faubourg, ce qui fut fait en 1971. 
Beaucoup de rues dans le nouveau développement ont été nommées du nom des premiers explorateurs et pionniers de l'Australie. Le 21 novembre 1978, le centre commercial Whitford City a été officiellement ouvert. En préparation pour la défense de l'Australie de la Coupe de l'America 1987 à Fremantle, le gouvernement de l'État a commandé la construction de Hillarys Boat Harbour, le premier port de plaisance majeur dans la région nord métropolitaine. Le complexe commercial sur le site, appelé Sorrento Quay, est entré en bourse en décembre 1987 et a été officiellement ouvert en janvier 1988. 
Le centre commercial et le développement de la marina ont alimenté la croissance dans la banlieue dans le milieu des années 1990, à la fois dans le nord-ouest et le sud-ouest de la banlieue. 
Hillarys est délimitée par Hepburn Avenue au sud, Marmion Avenue à l'est, Whitfords Avenue au nord et la partie de la route côtière de Whitfords Avenue (anciennement partie de l'autoroute de la côte ouest) à l'ouest.

## Description

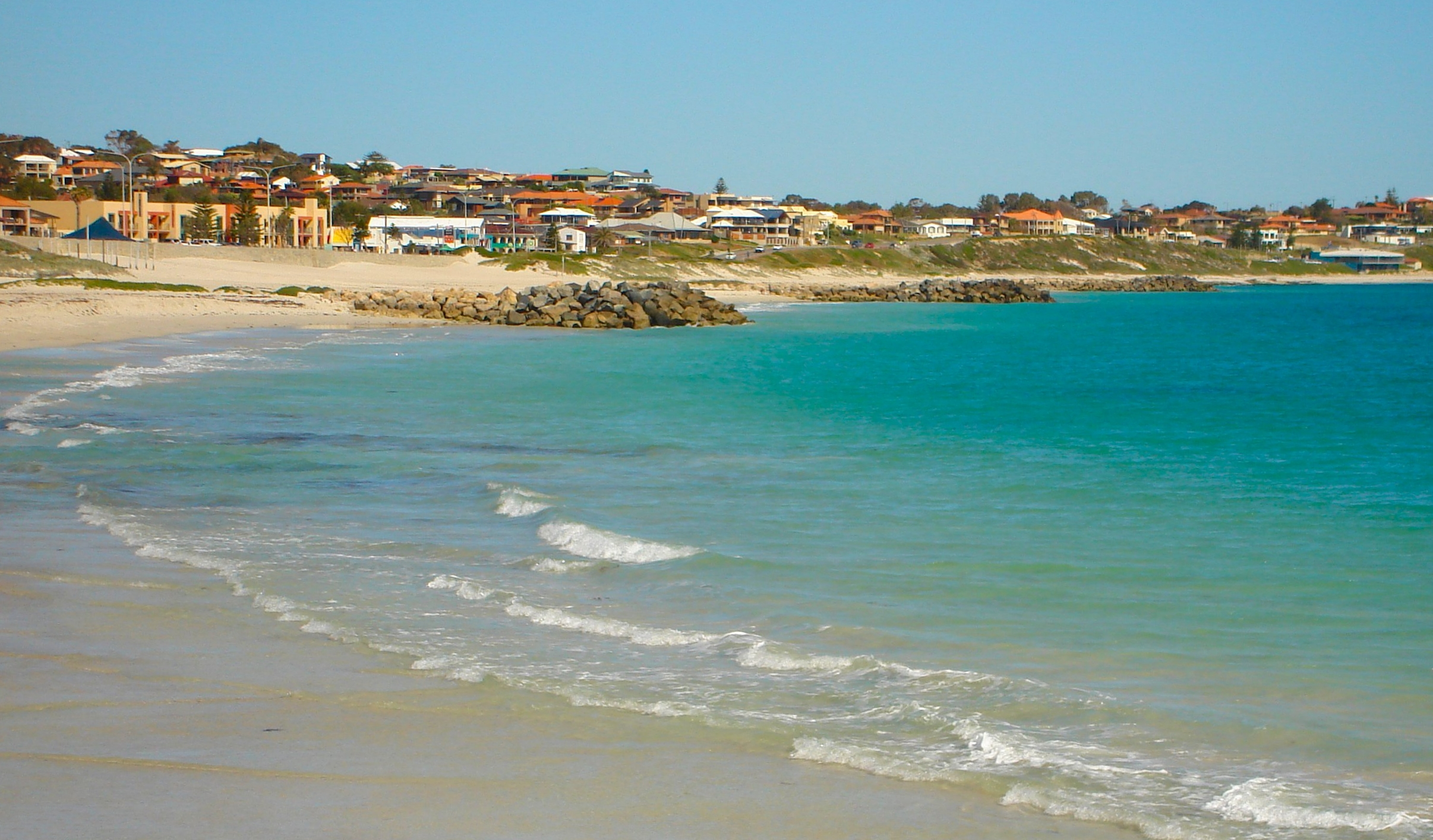
Sorrento Beach

Hillarys est essentiellement une banlieue résidentielle, et s'appuie sur Westfield Whitford City, un grand centre commercial dans son nord-est, et le petit centre commercial Hillarys (2003) sur Flinders Avenue. Plusieurs parcs et les allées de différentes tailles sont situés dans la banlieue, et il y a des installations de pique-nique dans un parc côtier juste au nord de Hillarys Boat Harbour. Contrairement aux plages plus au sud, la plage à Hillarys est relativement difficile d'accès en raison de grandes dunes de sable. Sur la côte se trouve le Parc marin Marmion.
Hillarys Boat Harbour, un grand développement de la marina qui contient le développement du commerce de détail de Sorrento Quay, a été construit en 1987 et comprend l'Aquarium of Western Australia (anciennement Underwater World) et de nombreux commerces et lieux de restauration, ainsi qu'un terminal de ferry qui offre des croisières pour l'observation des baleines au cours des mois clés de reproduction et des services vers l'île de Rottnest exploités par Hillarys Fast Ferries.
La Hillarys Primary School a été fondée en 1973. Un collège anglican, l'école anglicane communautaire de Saint-Marc et une école de jour mixte furent construits en 1986 sur un site de 11 ha
Hillarys est desservi par les bus Transperth 441, 442 et 452 qui circule entre les gares de Whitfords et Warwick sur la ligne de Joondalup. 
La route 423 à partir de Warwick, la 456 de Greenwood et le 458 de Whitfords vont à Sorrento Quay.